# Omar Docena
Omar Docena (Rio de Janeiro, 10 de Junho de 1984) é um ator brasileiro.

## Novela
| Televisão | Televisão         | Televisão  | Televisão             |
| Ano       | Título            | Papel      | nota                  |
| --------- | ----------------- | ---------- | --------------------- |
| 2011      | Insensato Coração | Cadú       | Participação Especial |
| 2008      | Três Irmãs        | Jerry      | Coadjuvante           |
| 2003      | Malhação          | Podes Crer | Participação Especial |

## Minissérie
| Teatro | Teatro        | Teatro                  | Teatro                |
| Ano    | Título        | Papel                   | Nota                  |
| ------ | ------------- | ----------------------- | --------------------- |
| 2004   | Um Só Coração | Caio Varella de Almeida | Participação Especial |

## Seriado
| Teatro | Teatro            | Teatro       | Teatro                |
| Ano    | Título            | Papel        | Nota                  |
| ------ | ----------------- | ------------ | --------------------- |
| 2004   | Linha Direta      | Cacio Murilo | Participação Especial |
| 2005   | Cidade dos Homens | Rodolfo      | Participação Especial |

## Apresentador
| Quarto Mundo | Apresentador |

## Teatro
| Teatro | Teatro            | Teatro | Teatro |
| Ano    | Título            | Papel  |        |
| ------ | ----------------- | ------ | ------ |
| 2002   | Capitães de Areia | Gato   |        |

## Cinema
| Cinema | Cinema         | Cinema | Cinema |
| Ano    | Título         | Papel  |        |
| ------ | -------------- | ------ | ------ |
| 2014   | A Onda da Vida | Tiago  |        |